# Siàlia oriental
La siàlia oriental (Sialia sialis) és un ocell que habita des d'una àmplia regió a l'orient d'Amèrica del Nord i les Bermudes fins a Hondures i Nicaragua, en zones boscoses obertes, plantacions i horts.

## Descripció
Mesura en mitjana 18 cm de longitud. El mascle adult és de color blau brillant en la part superior, ales i cua, mentre que la seva gola i pit són de color castany vermellós. La femella adulta té ales i cua blava clar, coll i pit castanys i corona grisa azulada. El ventre de tots els adults és blanc.